# المؤتمر العربي الأول
المؤتمر العربي الأول هو مؤتمر اقامه مجموعة من المفكرين والسياسيين والقوميين العرب  في الفترة من 18 إلى 23 حزيران 1913 في قاعة الجمعية الجغرافية في باريس.

## خلفية
كانت الأوضاع في بداية القرن العشرين لا تبشر بخير للعثمانيين، فقد كانت الاضطرابات الشعبية في جميع أرجاء الإمبراطورية بما فيها العاصمة الأستانة كما وكانت الحرب العالمية قاب قوسين أو أدنى.
بعد الثورة التركية عام 1908 وزوال حكم السلطان عبد الحميد وانتهاج مبدأ التتريك، ازدادت الشعوب غير التركية تذمرا وبدأت بالمطالبة باللامركزية والانفصال. كانت بعض الجمعيات والأندية العربية قد تكونت في نهايات القرن التاسع عشر وبدايات القرن العشرين وكانت تطالب بالإصلاح وتدعو للقومية العربية حيث أن هذه الفترة شهدت ما يسمى بالنهضة العربية.
كانت جمعية العربية الفتاة قد تأسست في باريس على يد مجموعة من الطلبة العرب هناك، وكان أعضاء الجمعية على صلة بالجالية العربية في باريس، ويزيد عددهم عن 300 شخص  من المثقفين والدارسين فيها.
دعت الجمعية إلى اجتماع هدفه «البحث عن التدابير الواجب اتخاذها لوقاية الأرض المترعة بدم الآباء العظام ورفات الأجداد الأباة من عادية الأجانب وإنقاذها من صبغة التسيطر والاستبداد وإصلاح أمورنا الداخلية على ما يتطلبه أهل البلاد من قواعد اللامركزية حتى يشتد بها ساعدنا وتستقيم قناتنا فينقطع بذلك خطر الاحتلال أو الاضمحلال وتنفى مذلة الرق وتخفت نأمة الاستعباد ويظهر للاعبين بحياة الشعوب أننا أمة عيوف الضيم لا تستنيم لذل ولا تستكين لمسكنة».
في الاجتماع تم الاتفاق على إقامة مؤتمر في باريس للمثقفين العرب وقام الحضور بانتخاب لجنة لتولي إدارة الأمر. كما تقرر أن يناقش المؤتمر أربع قضايا: 1) الاحتلال الأجنبي والنضال الوطني، 2) حقوق العرب في الدولة العثمانية، 3) ضرورة الإصلاح والحكم الذاتي، 4) المهاجرة من وإلى سوريا.

## الحضور
حضر المؤتمر 23 مندوبا عن لبنان وسوريا والعراق وفلسطين. وبعض المراقبين من مصر وغيرها من الأقاليم العربية.

## أهم المواضيع المطروحة
أوضح المؤتمرون إدراكهم أن الإمبريالية الأوروبية تشكل خطرا على الولايات العربية العثمانية حيث أن بعض الدول الأوروبية قد احتلت بالفعل عدداً من الأقطار العربية تشمل مصر وليبيا وتونس والجزائر ويبدو أنها تتطلع لتقاسم البقية فيما بينها.
بناء على ذلك ترى الحركات القومية العربية أن سبيلها الأفضل هو البقاء في إطار الدولة العثمانية، لا في الخروج منها حيث أن قادة هذه الحركات كانت تعتقد أن الدولة العثمانية قوية بما يكفي لردع هذه الأطماع الإمبريالية وأن الإمبراطورية نفسها لا تشكل خطرا عليهم.
إلا أن ذلك لم يمنعهم من تحديد بعض المشاكل في هذا الترتيب، بناء عليها وجد المؤتمرون أن تحقيق مطامحهم القومية يوجب إجراء إصلاحات في نظام الحكم وتحويله إلى نظام لا مركزي لأن ذلك سوف يحقق مطمحين للطرفين (العرب والأتراك): المطامح العربية في التطور والازدهار والمطامح التركية في الإبقاء على الإمبراطورية.

## القرارات
انتهى المؤتمر بمجموعة من القرارات التي طالب بالإصلاح وبالحكم الذاتي وباعتبار اللغة العربية لغة رسمية وغيرها، يمكن تلخيصها كما يلي:
1. إن على الدولة العثمانية إجراء إصلاحات حقيقية وبسرعة.
2. على الدولة العثمانية أن تسمح للعرب بالمشاركة بالحكم فعليا وعليها أن تضمن لهم التمتع بحقوقهم السياسية.
3. على الدولة العثمانية أن تسمح بتكوين حكم ذاتي في الولايات العربية.
4. يجب اعتبار اللغة العربية لغة رسمية في مجلس النواب العثماني إلى جانب التركية وأيضا اعتبارها اللغة الرسمية في الولايات العربية.
5. في الولايات العربية يجب أن تكون الخدمة العسكرية محلية إلا في حالة الضرورة القصوى.
6. لائحة بيروت: كانت ولاية بيروت قد تقدمت بلائحة خاصة صودق عليها وكانت ترتكز على أمرين هما توسيع سلطة المجالس العمومية وتعيين مستشارين أجانب.
7. طالب المؤتمر من الحكومة العثمانية أن تكفل لمتصرفية لبنان وسائل لتحسين ماليتها.

وأخيرا، أبدى المؤتمر ميله لمطالب الأرمن العثمانيين القائمة على اللامركزية.
كما واتخذ المؤتمر قرارين إضافيين اعتبرا ملحقين هي:
- أولا أن الأعضاء المنتمون إلى لجان الإصلاح العربية سيمتنعون عن قبول أي منصب كان في الحكومة العثمانية في حالة رفض الأخيرة هذه القرارات.
- ثانيا سوف تعتبر هذه القرارات برنامج سياسي ولن يتم مساعدة أي مرشح عن العرب في الانتخابات التشريعية إذا لم تكن من ضمن برنامجه.[3]